# Lopez (Washington)
Lopez es un área no incorporada ubicada en el condado de San Juan en el estado estadounidense de Washington.

## Geografía
Lopez se encuentra ubicado en las coordenadas 48°28′44″N 122°53′31″O / 48.47889, -122.89194.